# Buena Vista (Panama)
Buena Vista è un comune (corregimiento) della Repubblica di Panama situato nel distretto di Colón, provincia di Colón. Si estende su una superficie di 114,5 km² e conta una popolazione di 14.285 abitanti (censimento 2010).